# Hová tűnt Vili? (televíziós sorozat)
A Hová tűnt Vili? (eredeti cím: Where's Waldo?) 2019 és 2021 között bemutatott amerikai 2D-s számítógépes animációs kalandsorozat, amelyet Koyalee Chanda és Lucas Mills rendezett az azonos című könyv alapján. Az misztikus filmsorozat producere F.M. De Marco és John Tellegen. A tévéfilmsorozat a DreamWorks Animation Television gyártásában készült, a NBCUniversal Television Distribution forgalmazásában jelent meg. A sorozatot Amerikában 2019. július 20.-án a Universal Kids, míg Magyarországon a Minimax mutatta be 2020. február 21.-én.

## Szereplők

### Főszereplők
| Szereplő              | Eredeti hang  | Magyar hang                                  |
| --------------------- | ------------- | -------------------------------------------- |
| Vili                  | Joshua Rush   | Mayer Marcell (1. évad) Gáll Dávid (2. évad) |
| Vanda                 | Haley Tju     | Boldog Emese                                 |
| Odlulu                | Eva Carlton   | Szűcs Anna Viola                             |
| Fehérszakáll Varázsló | Thomas Lennon | Kapácsy Miklós                               |
| Fritz                 | Piotr Michael | Seder Gábor                                  |

### Mellékszereplők
| Szereplő                    | Eredeti hang           | Magyar hang       |
| --------------------------- | ---------------------- | ----------------- |
| Camille                     | Ashley Bornancin       | Kántor Kitty      |
| Jacques                     | Yuri Lowenthal         | Czető Ádám        |
| Zhang Wei                   | Yuri Lowenthal         | Moser Károly      |
| Tollszakáll varázsló        | Oscar Nuñez            | Törköly Levente   |
| Yasemine                    | Sydney Bell            | Gulás Fanni       |
| Shila                       | Candace Kozak          | Györfi Laura      |
| Li                          | Kristen Li             | Györfi Laura      |
| Viharszakállú varázsló      | Tom Kenny              | Forgács Gábor     |
| Küklopsz                    | Isaac C. Singleton Jr. | Forgács Gábor     |
| Chili főbíró                | Candi Milo             | Kiss Erika        |
| Ping pong verseny bemondója | Thomas Lennon          | Tokaji Csaba      |
| kisfiú                      | Ian Inigo              | Berkes Bence      |
| Liu                         | Hudson Yang            | ifj. Boldog Gábor |
| Tarak                       | Max Mittelman          | ifj. Boldog Gábor |
| Hullámszakáll varázsló      | Bobby Moynihan         | Bodrogi Attila    |

### Magyar változat[2]
- Főcímdal és bemondó: Tokaji Csaba
- Magyar szöveg: Szojka László
- Rendező asszisztens: Popa Kinga (1x01-04, 08-09), Murvai Krisztina (1x05, 11)
- Szinkronrendező: Talpas Iván
- További magyar hangok: Moser Károly (Louis, kerékpározó tömeg a rajtvonalnál, török fagylaltárus), Imre István (kerékpár verseny bírója), Pálmai Szabolcs (kerékpárhoz, nevető férfi), Markovics Tamás (kerékpározó tömeg a rajtvonalnál, Aunrie), Forgács Gábor (sajtárus), Kiss Erika (járókelő az Eiffel toronynál, gazda asszony), Törköly Levente (lift), Németh Gábor (kockázó férfi, pincér, Szellemvárost hirdető férfi), Böhm Anita (Jegyszedő), Tokaji Csaba (metró bemondó)

A magyar változat a Minimax megbízásából a BTI Stúdióban készült.

## Évados áttekintés
| Évad | Évad | Epizódok | Eredeti sugárzás | Eredeti sugárzás  | Magyar sugárzás    | Magyar sugárzás   |
| Évad | Évad | Epizódok | Évadpremier      | Évadfinálé        | Évadpremier        | Évadfinálé        |
| ---- | ---- | -------- | ---------------- | ----------------- | ------------------ | ----------------- |
|      | 1    | 20       | 2019. július 20. | 2019. december 7. | 2020. február 19.  | 2020. március 19. |
|      | 2    | 20       | 2020. június 15. | 2021. július 3.   | 2020. december 24. |                   |

## Epizódok

### 1. évad
| #   | #   | Eredeti cím                    | Magyar cím                 | Helyszín                   | Eredeti premier      | Magyar premier    |
| --- | --- | ------------------------------ | -------------------------- | -------------------------- | -------------------- | ----------------- |
| 1.  | 1.  | Little Trouble in Big China    | Csiki tánc                 | Peking, Kína               | 2019. július 20.     | 2020. február 21. |
| 2.  | 2.  | A Wanderer in Paris            | Párizsi kószálás           | Párizs, Franciaország      | 2019. július 21.     | 2020. február 24. |
| 3.  | 3.  | A Day in Turkey                | Török fagyi                | Isztambul, Törökország     | 2019. július 23.     | 2020. február 25. |
| 4.  | 4.  | The Big New Mexico Pepper Hunt | Szellempaprika             | Új-Mexikó, USA             | 2019. július 27.     | 2020. február 26. |
| 5.  | 5.  | Hang Ten in Tahiti             | Hullámlovasok              | Tahiti, Francia Polinézia  | 2019. augusztus 3.   | 2020. február 27. |
| 6.  | 6.  | Victoria Falls & Winters       | Fagyott vízesés            | Viktória-vízesés, Zimbabwe | 2019. augusztus 10.  | 2020. február 28. |
| 7.  | 7.  | Vienna Voice-Versa             | Bécs trillái               | Bécs, Ausztria             | 2019. augusztus 17.  | 2020. március 2.  |
| 8.  | 8.  | Costa Rica...In Color          | Costa Rica színei          | Costa Rica, Közép-Amerika  | 2019. augusztus 24.  | 2020. március 3.  |
| 9.  | 9.  | Yukon Do It                    | Hajsza a Yukonnál          | Kanada                     | 2019. szeptember 21. | 2020. március 4.  |
| 10. | 10. | The Strength of Scotland       | Skócia ereje               | Skócia, Egyesült Királyság | 2019. szeptember 28. | 2020. március 5.  |
| 11. | 11. | Hit or Myth in Greece          | Zeusz villámára            | Akropolisz, Athén          | 2019. október 6.     | 2020. március 6.  |
| 12. | 12. | Venice the Menace              | Jég gondola                | Velence, Olaszország       | 2019. október 12.    | 2020. március 9.  |
| 13. | 13. | Australian Blunder Down Under  | Pattogás a pusztán         | Ausztrália, Óceánia        | 2019. október 19.    | 2020. március 10. |
| 14. | 14. | Big in Japan                   | Tisztakrém                 | Tokió, Japán               | 2019. október 26.    | 2020. március 11. |
| 15. | 15. | A New York Minute              | A nagy alma                | New York                   | 2019. november 2.    | 2020. március 12. |
| 16. | 16. | Bahama Drama                   | Odlulu kapitány            | Bahama-szigetek            | 2019. november 9.    | 2020. március 13. |
| 17. | 17. | Chilling Out in Antarctica     | Jégvár                     | Antarktisz                 | 2019. november 16.   | 2020. március 16. |
| 18. | 18. | Mini Mayhem in Moscow          | Mini manók Moszkvában      | Moszkva, Oroszország       | 2019. november 23.   | 2020. március 17. |
| 19. | 18. | The Swiss Mess                 | Vili, Vanda és a csokigyár | Zermatt, Svájc             | 2019. november 30.   | 2020. március 18. |
| 20. | 20. | A Wanderer Christmas           | Köddé vált karácsony       | különböző országok         | 2019. december 7.    | 2020. március 19. |